# Damernas K-1 i slalom i kanotsport vid olympiska sommarspelen 2004
Damernas K-1 slalom vid olympiska sommarspelen 2004 hölls på Helliniko Olympic Complex i Aten. 

## Medaljörer
| Gren       | Guld                    | Silver              | Brons                       |
| K1, slalom | Elena Kaliská Slovakien | Rebecca Giddens USA | Helen Reeves Storbritannien |

## Resultat
| Placering | Namn                           | Inledande omgång | Inledande omgång | Inledande omgång | Inledande omgång | Semifinal | Semifinal | Final  | Final  |
| Placering | Namn                           | Åk 1             | Åk 2             | Totalt           | Placering        | Tid       | Placering | Tid    | Totalt |
| --------- | ------------------------------ | ---------------- | ---------------- | ---------------- | ---------------- | --------- | --------- | ------ | ------ |
| Gold      | Elena Kaliská (SVK)            | 104.24           | 108.41           | 212.65           | 2                | 103.74    | 1         | 106.29 | 210.03 |
| Silver    | Rebecca Giddens (USA)          | 108.36           | 116.58           | 224.94           | 5                | 107.56    | 4         | 107.06 | 214.62 |
| Bronze    | Helen Reeves (GBR)             | 110.12           | 103.51           | 213.63           | 3                | 108.90    | 5         | 109.87 | 218.77 |
| 4         | Peggy Dickens (FRA)            | 121.31           | 108.27           | 229.58           | 12               | 104.95    | 2         | 113.85 | 218.80 |
| 5         | Štěpánka Hilgertová (CZE)      | 117.05           | 111.70           | 228.75           | 11               | 111.31    | 8         | 109.44 | 220.75 |
| 6         | Nagwa El Desouki (SUI)         | 118.38           | 110.27           | 228.65           | 10               | 113.24    | 9         | 111.80 | 225.04 |
| 7         | Louise Natoli (AUS)            | 115.83           | 111.38           | 227.21           | 8                | 113.24    | 9         | 111.80 | 227.44 |
| 8         | Maria Cristina Giai Pron (ITA) | 116.18           | 114.59           | 230.77           | 13               | 109.27    | 6         | 120.09 | 229.36 |
| 9         | Jennifer Bongardt (GER)        | 102.96           | 109.24           | 212.20           | 1                | 107.36    | 3         | 130.30 | 237.66 |
| 10        | Gabriela Stacherová (SVK)      | 110.08           | 114.58           | 224.66           | 4                | 109.85    | 7         | 164.62 | 274.47 |
|           |                                |                  |                  |                  |                  |           |           |        |        |
| 11        | Eadaoin Ní Challarain (IRL)    | 121.42           | 119.33           | 240.75           | 15               | 116.95    | 11        |        |        |
| 12        | Violetta Oblinger-Peters (AUT) | 110.95           | 115.55           | 226.50           | 7                | 117.09    | 12        |        |        |
| 13        | Agnieszka Stanuch (POL)        | 118.57           | 115.32           | 233.89           | 14               | 120.73    | 13        |        |        |
| 14        | Mandy Planert (GER)            | 114.90           | 110.87           | 225.77           | 6                | 122.61    | 14        |        |        |
| 15        | Irena Pavelková (CZE)          | 116.08           | 111.38           | 227.46           | 9                | 161.49    | 15        |        |        |
|           |                                |                  |                  |                  |                  |           |           |        |        |
| 16        | Margaret Langford (CAN)        | 123.02           | 121.89           | 244.91           | 16               |           |           |        |        |
| 17        | Maria Ferekidi (GRE)           | 124.85           | 125.43           | 250.28           | 17               |           |           |        |        |
| 18        | Li Jingjing (CHN)              | 134.07           | 125.85           | 259.92           | 18               |           |           |        |        |
| 19        | Nada Mali (SLO)                | 165.65           | 112.83           | 278.48           | 19               |           |           |        |        |